# Ruta Provincial 37 (Chubut)
La Ruta Provincial 37, ex Ruta Nacional 277 es una carretera ubicada en la provincia del Chubut en Argentina. Recorre de norte a sur, bordeando el ejido municipal oeste de Comodoro Rivadavia. Posee una longitud de 75 km la cual está completamente de ripio, se encuentra en proyecto la pavimentación del tramo RN3 - RN26, que sería la más transitada de la ruta. En los alrededores de esta ruta se puede apreciar una gran cantidad de aparatos individuales de bombeo <cigüeña>; administrados por YPF y empresas privadas como PAE.

## Historia
El 3 de septiembre de 1935 la flamante Dirección Nacional de Vialidad presentó su primer esquema de numeración de rutas nacionales. En este plan la Ruta Nacional 277 se extendía por toda la calzada de la RP 37 y la santacruceña RP 16.
Desde 1995 la ruta empezó, tras el deslizamiento del cerro Chenque, a ser clave al aliviar el tráfico pesado que debía pasar por la ruta nacional 3. Gracias a esta vía se pudo reducir el impacto que la ausencia de la ruta nacional ocasionó en Comodoro.
En 2023 ante el colapso del talud del cerro Chenque que destruyó la ruta Nacional 3 ; se tuvo que desviar todo el tránsito pesado por esta ruta hacia su cruce hasta ruta Nacional 26 y desde ahí retomar hacia ruta 3 o proseguir. Esto alivió el tránsito y permitió funcionar a la ruta provincial como una circunvalación. Sin embargo, el tramo infiere 40 kilómetros de ripio que se deteriora rápidamente por el intenso flujo de tráfico pesado. En tanto, suma casi cinco horas en vez de 1 hora que tomaba cruzar por la zona céntrica de Comodoro.
En septiembre de 2023 la ruta ejecutó un trabajo efectivo de desvío del tránsito pesado. Por este motivo, se conoció una propuesta oficial para pavimentar 30 kilómetros de esta ruta, desviar la ruta 3 por ella y transformarla en ruta nacional definitivamente.  La nueva traza de la ruta 3 implicaría una desembocadura en ruta 26, a la altura de Pampa del Castillo y liberaría definitivamente del paso de camiones al centro de Comodoro Rivadavia.Una vez concluida la reparación de la ruta 3 la ruta provincial se siguió utilizando en octubre solo para tránsito pesado para aliviar la situación de la ruta reparada.
El desempeño exitoso de la ruta de ripio como desvío para tránsito pesado llevó a que a fines del 2023 se firme un proyecto por parte de Vialidad Provincial y su par nacional, para su pavimentación. No obstante, pronto se diluyó en el cambio de gobierno nacional. Varios profesionales aseguraron que es una obra simple porque no se necesitan obras como puentes o alcantarillas y porque no demanda movimientos de suelo ni grandes trabajos de desmonte al ser una obra prácticamente recta. De pavimentarse la ruta sería una circunvalación en sí para la zona urbana de Comodoro. Además, evitaría el paso por el complejo cañadón Ferrays, de alto riesgo que implica bajada como subida y se eludiría pasar por zona urbana donde confluyen más de 50.000 vehículos por día dando un ahorro de tiempo considerable. Por último, su costos oscilaba entre los 5 y los 10 millones de dólares, contra los  65 millones de dólares del viaducto. Incluso sería más accesible su costo que  la circunvalación con traza nueva desde ‘cero’. Ante la grave situación la provincia evalúa un crédito internacional o una inversión extranjera con recupero.
En enero de 2024 el gobernador Ignacio Torres propuso a nación pagar la deuda que el estado provincial mantiene con obras. El costo de endeudamiento sería mucho menor en ese aspecto y se avanzarían en obras necesarias y claves. Al mismo tiempo, calificó a la pavimentación de la ruta 37, como obra clave y estratégica para como Comodoro Rivadavia.
Finalmente, para el 123° Aniversario de Comodoro Rivadavia, el gobernador de Chubut, anunció la pavimentación de la circunvalación a Comodoro por ruta 37. La ruta al pavimentarse suma más recorrido a la tradicional traza que pasa por Comodoro. No obstante, se obtiene la ventaja de evitar el paso por el complejo cañadón Ferrays, con el alto riesgo que implica para los camiones tanto en bajada como en subida, además de que al evitar el paso por zona urbana comodorense donde confluyen más de 50.000 vehículos por día. Esto termina compensando los kilómetros extra con la agilización de la circulación que mejora los tiempos.

### Provincia del Chubut
Recorrido: 75 km (km 0 a 75).

### Localidades
- Departamento Escalante:Manantiales Behr (km 11), Pampa del Castillo (km 45-47), El Tordillo  (km 58),  Holdich (km 66), Estación Holdich (km 68).

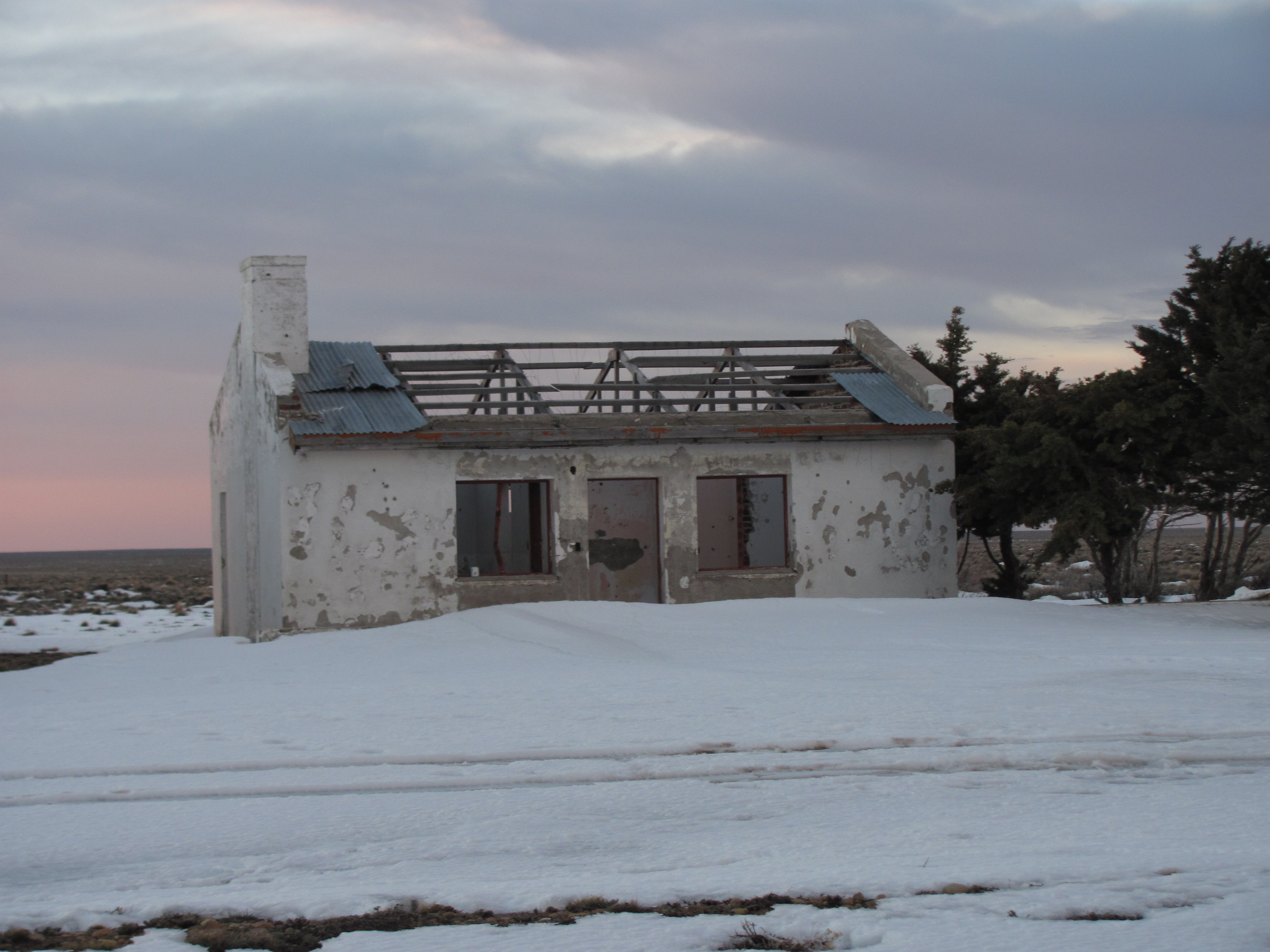
Vivienda destruida en el desaparecido Holdich que se asientan al borde de la ruta